# Rasmus Sandin
Rasmus Sandin (* 7. März 2000 in Uppsala) ist ein schwedischer Eishockeyspieler, de seit Februar 2023 bei den Washington Capitals aus der National Hockey League (NHL) unter Vertrag steht und dort auf der Position des Verteidigers spielt. Zuvor war Sandin bereits für die Toronto Maple Leafs in der NHL aktiv.

## Karriere
Rasmus Sandin begann seine Profikarriere bei MODO Hockey in Örnsköldsvik. Im Januar 2016 wechselte er zu Brynäs IF in Gävle, nachdem er zuvor mit der Auswahl der Landschaft Ångermanland den TV-Pucken gewonnen hatte. Im selben Jahr hatte Chicago Steel ihn beim USHL Entry Draft in der 15. Runde an der insgesamt 236. Stelle gedraftet, aber er blieb noch in Schweden. 2017 wechselte er zunächst zum Rögle BK, für den er fünf Spiele in der Svenska Hockeyligan absolvierte, bevor er im Oktober nach Kanada ging, wo er sich den Sault Ste. Marie Greyhounds anschloss, die ihn beim CHL Import Draft des Jahres in der ersten Runde als insgesamt 52. Spieler gezogen hatten. Am Saisonende wurde er in das First All-Rookie-Team der Ontario Hockey League gewählt. Aufgrund seiner Leistungen in der OHL wählten ihn die Toronto Maple Leafs in der ersten Runde als insgesamt 29. Spieler des NHL Entry Draft 2018 aus. Im ersten Jahr spielte er noch für deren Farmteam, die Toronto Marlies, in der American Hockey League, aber bereits in der Spielzeit 2019/20 stand er überwiegend in der National Hockey League für die Maple Leafs auf dem Eis, wurde aber trotz nur 21 Einsätzen bei den Marlies für das AHL All-Star Classic nominiert.
Im Februar 2023 kam er im Tausch gegen Erik Gustafsson und ein Erstrunden-Wahlrecht beim NHL Entry Draft 2023 zu den Washington Capitals, für die er seither spielt. Im März 2024 unterzeichnete er einen neuen Fünfjahresvertrag in Washington, der ihm mit Beginn der Saison 2024/25 ein durchschnittliches Jahresgehalt von 4,6 Millionen US-Dollar einbringen soll.

### International
Mit der schwedischen U20-Auswahl nahm Sandin an den Junioren-Weltmeisterschaften 2019 und 2020, als er als bester Verteidiger des Turniers und Mitglied des All-Star-Teams maßgeblich zum Gewinn der Bronzemedaille beitrug, teil.
Für die schwedischen A-Nationalmannschaft absolvierte er bei der Weltmeisterschaft 2023 sein erstes großes Turnier und erreichte mit dem Team den sechsten Platz. Bei der Weltmeisterschaft 2025 folgte der Gewinn der Bronzemedaille.

## Erfolge und Auszeichnungen
- 2016 Goldmedaille beim TV-Pucken mit der Auswahl Ångermanland
- 2018 OHL First All-Rookie Team
- 2020 Teilnahme am AHL All-Star Classic

### International
- 2020 Bronzemedaille bei der U20-Weltmeisterschaft
- 2025 Bronzemedaille bei der Weltmeisterschaft

## Karrierestatistik
Stand: Ende der Saison 2024/25

### International
Vertrat Schweden bei:
- U20-Weltmeisterschaft 2019
- U20-Weltmeisterschaft 2020
- Weltmeisterschaft 2023
- Weltmeisterschaft 2025

(Legende zur Spielerstatistik: Sp oder GP = absolvierte Spiele; T oder G = erzielte Tore; V oder A = erzielte Assists; Pkt oder Pts = erzielte Scorerpunkte; SM oder PIM = erhaltene Strafminuten; +/− = Plus/Minus-Bilanz; PP = erzielte Überzahltore; SH = erzielte Unterzahltore; GW = erzielte Siegtore; 1 Play-downs/Relegation; Kursiv: Statistik nicht vollständig)